# Eurytoma noxialis
Eurytoma noxialis is een vliesvleugelig insect uit de familie Eurytomidae. De wetenschappelijke naam is voor het eerst geldig gepubliceerd in 1881 door Portschinsky.